# Uvarovite
L'uvarovite est une espèce minérale du groupe des silicates, sous-groupe des nésosilicates de la famille des grenats chromifères calciques. Sa formule chimique est Ca3Cr2(SiO4)3 avec des traces d'aluminium, fer et magnésium. Les cristaux peuvent atteindre 4,5 cm.

## Historique de la description et appellations

### Inventeur et étymologie
L'uvarovite a été décrite par le chimiste suisso-russe Germain Henri Hess en 1832, qui l'a dédiée à Sergueï Ouvarov (1786-1855), homme d'État russe, ministre et collectionneur.

### Topotype
- Mine de Saranovskii (Saranovskoe), Village de Saranovskaya (Sarany), Permskaya Oblast', Région centrale de l'Oural

### Synonymie
- Ouvarovite

## Caractéristiques physico-chimiques

### Cristallochimie
- Elle forme une série complète avec le grossulaire.

### Cristallographie
- Paramètres de la maille conventionnelle : {\displaystyle a} = 12 Å ; Z = 8 ; V = 1 728,00 Å3
- Densité calculée = 3,85 g cm−3

## Gîtes et gisements

### Gîtologie et minéraux associés
Gîtologiealtération hydrothermale des serpentines contenant de la chromite.
Dans le calcaire métamorphique et skarns par réaction entre la dolomite et la chromite.
Minéraux associéschromite, diopside, zoïsite, olivine, dolomite, trémolite, quartz, plagioclase, épidote, calcite.

### Gisements producteurs de spécimens remarquables

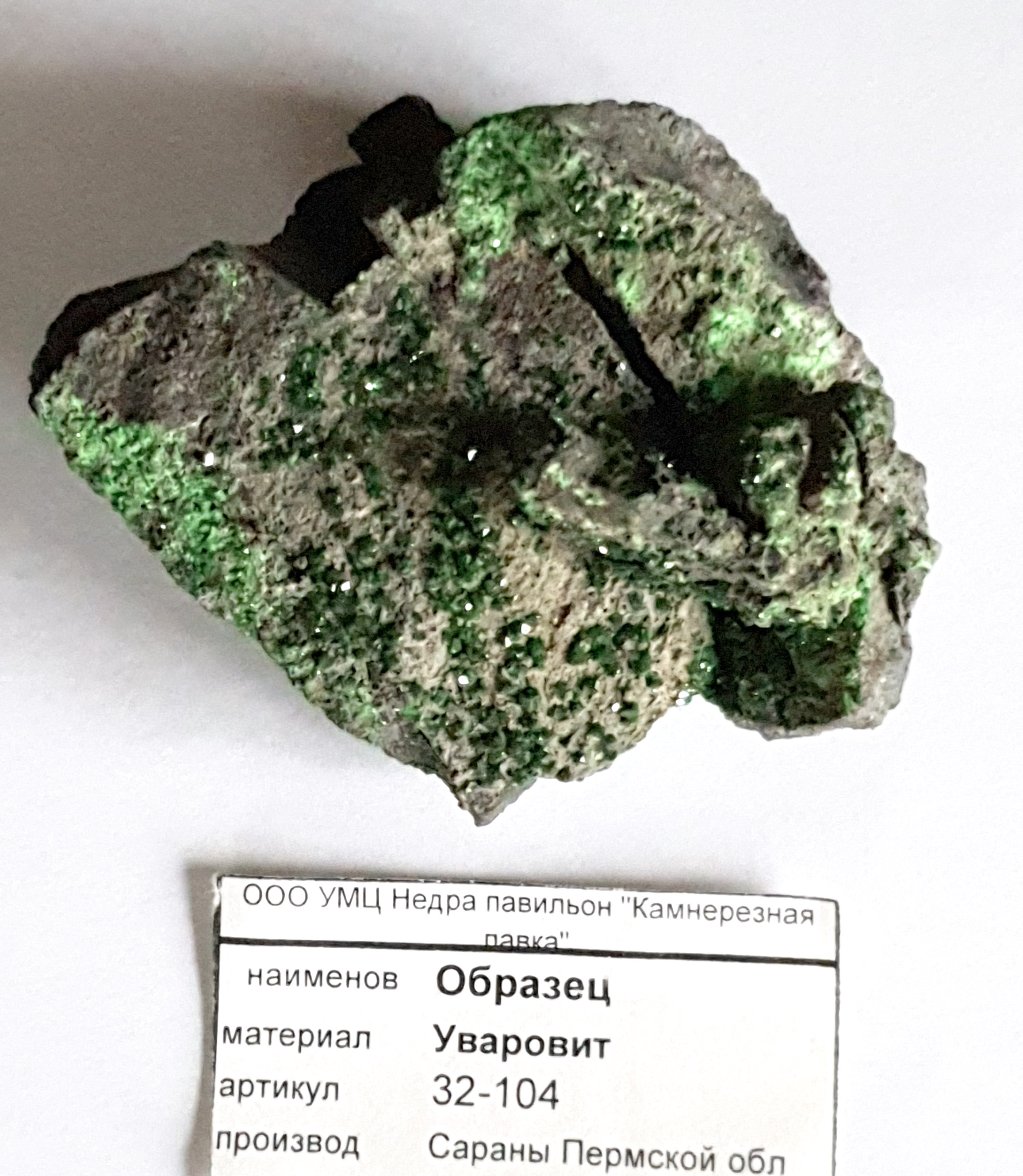
Uvarovite de Sarany, krai de Perm, Russie

- Afrique du Sud

massif de Bushveld au Transvaal
- Canada

Québec-Orford
- États-Unis

Texas, Oregon-Riddle
- Finlande

Outukumpu
- France

Nouvelle-Calédonie (Province Sud,Mine d'Anna-Madeleine
Lapanouse-de-Sévérac, Aveyron, Midi-Pyrénées
- Norvège

Røros
- Pologne

Jordanow
- Russie

Oural, région du Syssert et de Nijnij Taghil
Sarany, krai de Perm

## Exploitation des gisements
L'uvarovite est parfois taillée comme pierre fine (facettée, taillée en cabochons). Parfois comme minerai de chrome.